# 騎官四
骑官四（β Lup/豺狼座β），是一颗位于南天星座豺狼座的恒星。视星等2.68，可以用肉眼看见。基于视差测量，该星距离地球大约383光年。

## 特性
恒星分类B2IV代表它是一个次巨星。表面温度24,090K，散发着蓝白色的光芒。年龄大约2500万年，它已经接近氢聚变阶段的尾声了，将会膨胀成红超巨星。有大约9.5太阳质量，它可能有足够的质量以II型超新星爆炸结束生命，也有可能变成一颗大质量的白矮星。
这是一颗多重周期的仙王座β型变星，主要震荡周期0.232天。它是距离太阳最近的OB星协——天蝎-半人马星协的上半人马-豺狼子分群的成员。
骑官四在SN 1006超新星残骸附近。